# Leiden und Größe Richard Wagners

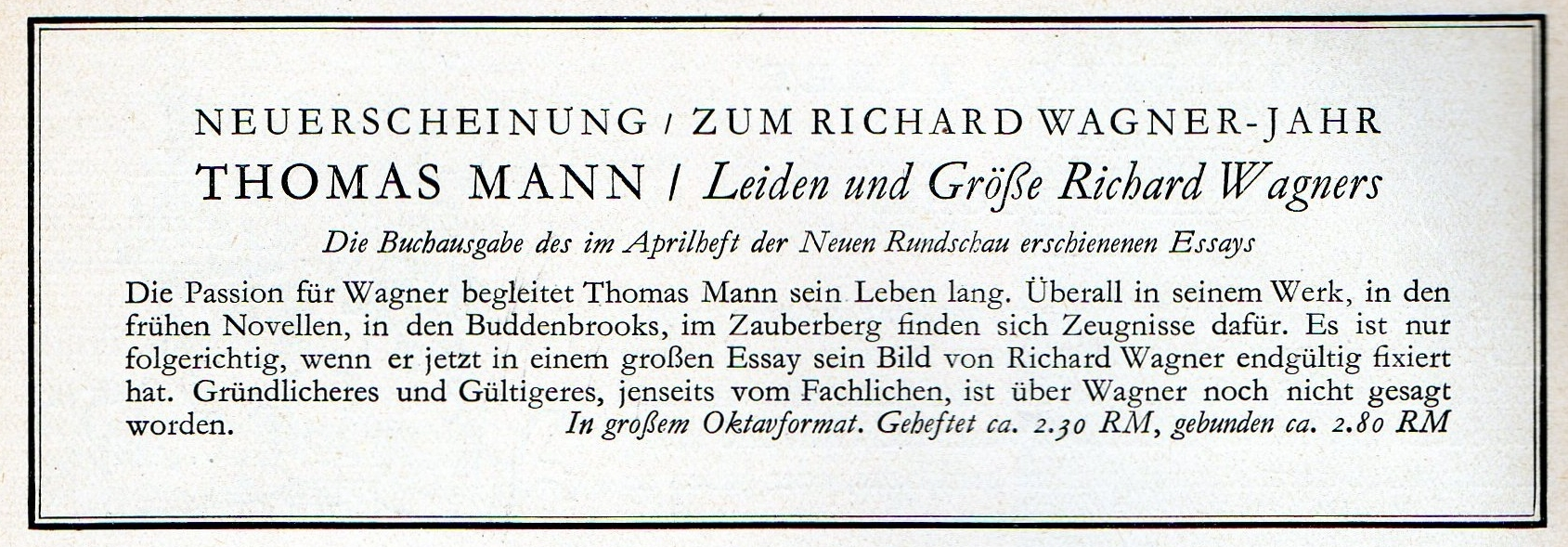
Verlagsanzeige S.Fischer Berlin 1933

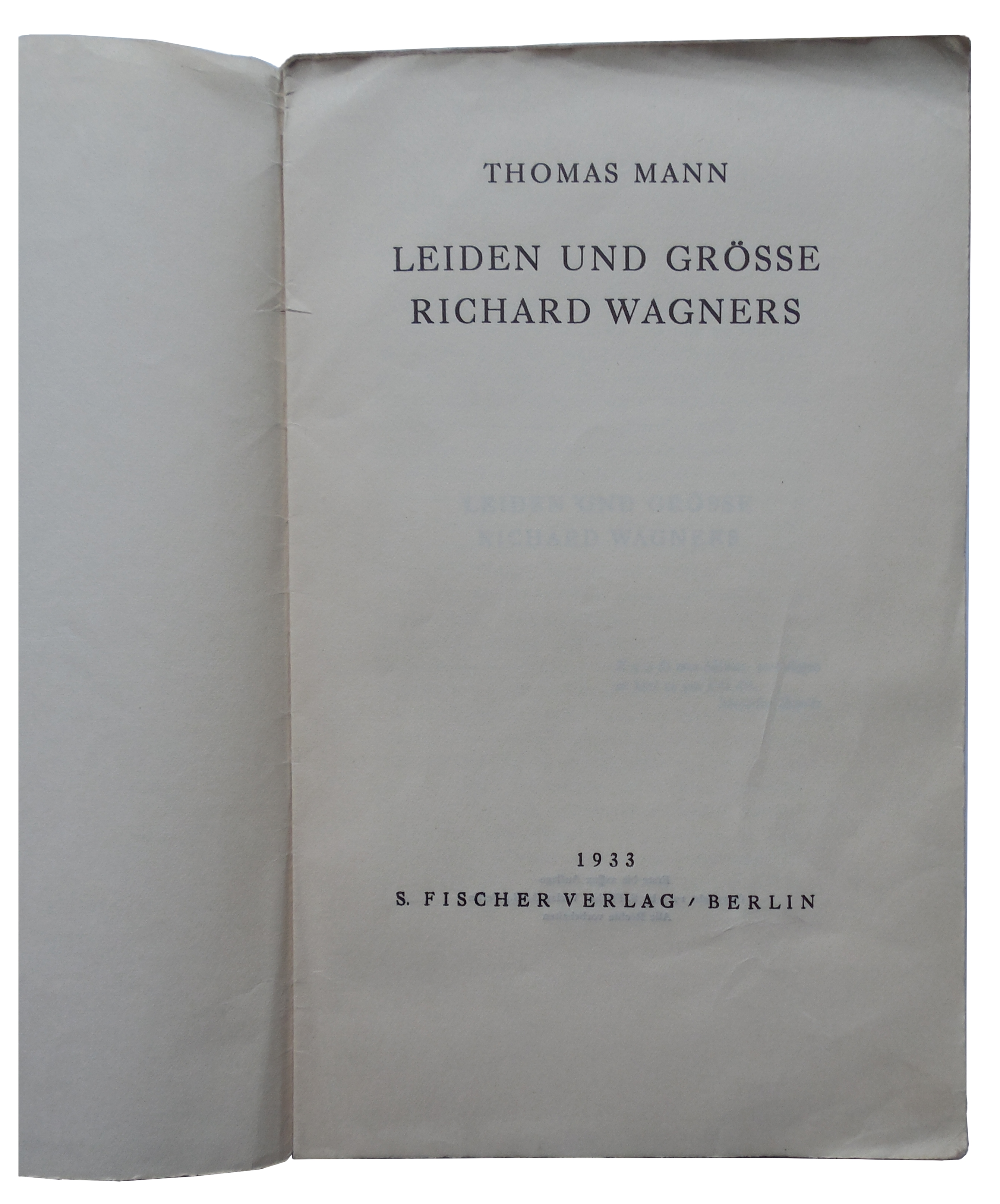
Titelblatt Einzeldruck des Essays 1933

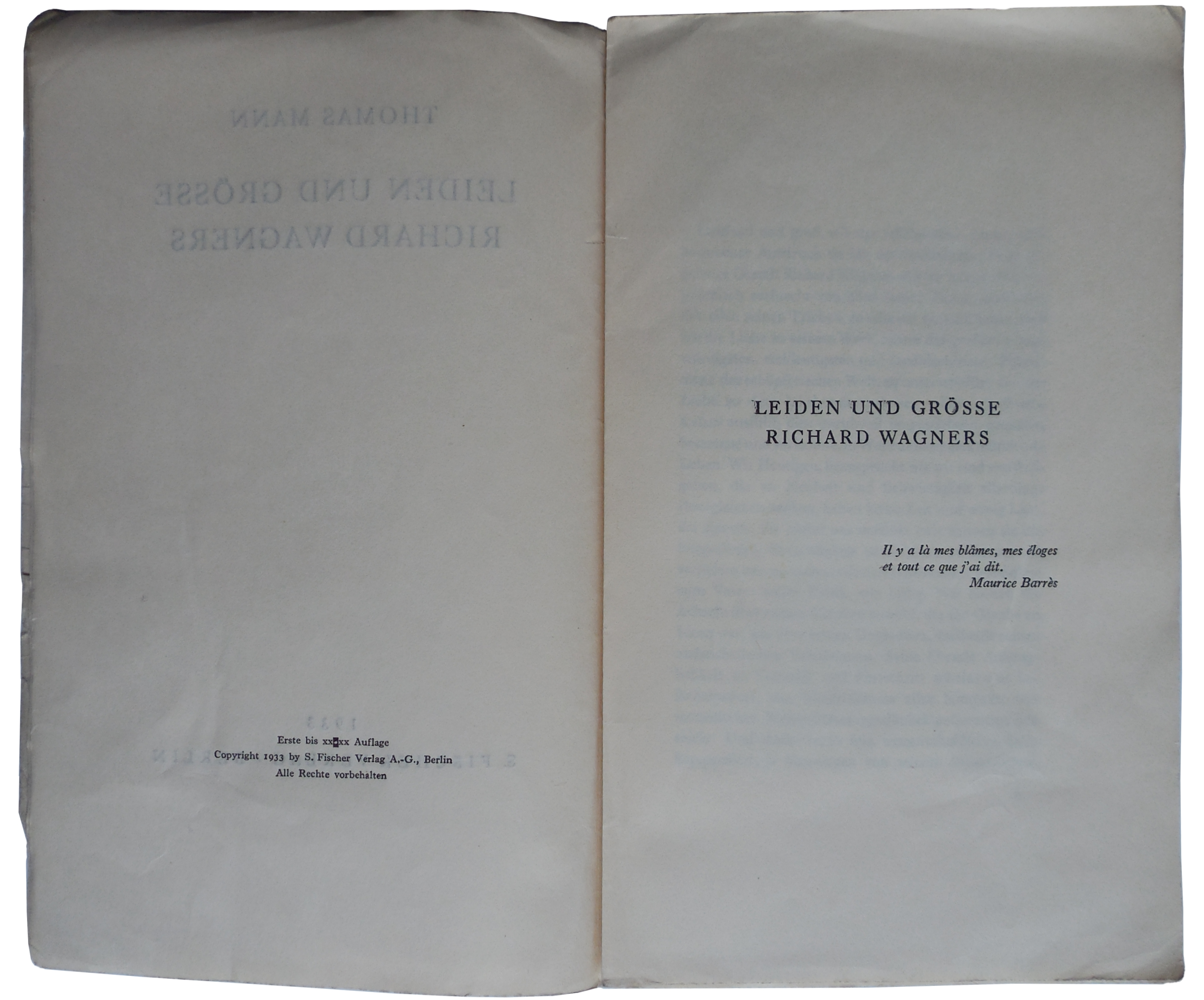
Verso Titelblatt Einzeldruck des Essays 1933

Leiden und Größe Richard Wagners ist ein 1933 geschriebener Essay von Thomas Mann.

## Entstehung
Anlass war das Ersuchen der Wagner-Vereinigung Amsterdam, am 13. Februar 1933, zur 50. Wiederkehr des Todestages von Richard Wagner einen Festvortrag im Concertgebouw zu halten. Weitere Einladungen zu diesem Anlass zu sprechen, erhielt Mann unter anderem auch von der Goethe-Gesellschaft in München. Diesen Einladungen entsprach Mann mit dem Festvortrag im Auditorium maximum der Universität München am 10. Februar 1933 und einer am Folgetag angetretenen Vortragsreise, die ihn und seine Frau nach Amsterdam, Brüssel und Paris führte – und von der sie nicht mehr ins Deutsche Reich zurückkehren sollten.
Die Arbeit am Vortrag hatte Thomas Mann Mitte Dezember 1932 begonnen. Beim Schreiben wuchs sich das Vortragsmanuskript allerdings zu einer größeren Abhandlung aus. Fertiggestellt wurde sie in Garmisch Ende Januar 1933. Der eigentliche Vortragstext wurde in Lugano nach Beendigung der Vortragsreise zu einem Essay von 52 Seiten ausgeweitet. Er erschien 1933 in der April-Ausgabe der Neuen Rundschau. Der eigentliche Vortragstext galt lange Zeit verschollen, seit 2008 ist jedoch bekannt, dass das Typoskript in der Thomas Mann Collection der Yale University enthalten ist. 2012 wurde ein Korrekturexemplar einer für das Frühjahr 1933 geplanten, aber nie realisierten Einzelausgabe des Essays wiederentdeckt.

## Inhalt

### Richard Wagner (1813–1883) und sein Jahrhundert
Richard Wagners Jahrhundert, das neunzehnte, würdigt Thomas Mann in der Eröffnung des Essays als das „bürgerliche“. Von großen Männern sei es geprägt worden, Naturwissenschaftlern und Künstlern. Im Kunstgeschmack habe ein Hang zum „Grandiosen und Massenhaften“ bestanden. „Welche Riesenlasten wurden damals getragen, epische Lasten, im letzten Sinne dieses gewaltigen Wortes, – weshalb man dabei nicht nur an Balzac und Tolstoi, sondern auch an Wagner denken soll.“

### Wagners Kunst
Das „homerische Leitmotiv“, von Tolstoi als stehende Sprachwendung gebraucht, mit der er seine Figuren charakterisiert, entwickelt Wagner zum musikalischen Leitmotiv. Zugleich ist Wagners Musik „Sinnlichkeit“. Und Wagners Musikdramen enthalten Psychologie. „Wie in Siegfrieds Träumerei unter der Linde der Muttergedanke ins Erotische verfließt […], das ist Freud, das ist Analyse, nichts anderes.“ Psychologie wird in Wagners Opern mythisches Geschehen; Psychologie und Mythos verschmelzen, noch vor Freud.
Im Psychologisieren der künstlerischen Aussage sieht Thomas Mann eine Verwandtschaft zwischen Wagner und Ibsen, dem skandinavischen Sprachmeister. „Denn nordische Magier [nördlich der Alpen], schlimm verschmitzte Hexenmeister waren sie beide, tief bewandert in allen Einflüsterungskünsten einer so sinnigen wie ausgepichten Teufelsartistik, groß in der Organisation der Wirkung, im Kultus des Kleinsten, in aller Doppelbödigkeit und Symbolbildung, in diesem Zelebrieren des Einfalls, diesem Poetisieren des Intellekts.“ „Kunstform war in Wagners Fall die Oper, im Falle Ibsens das Gesellschaftsstück.“

### Figuren in dem Bühnenweihfestspiel Parsifal
Thomas Mann hält Kundry für die stärkste, dichterisch kühnste Figur, die Wagner je konzipiert hat. Die „wilde Gralsbotin“ ist zugleich verführerisches Weib, „der Gedanke einer seelischen Doppelexistenz also“. „Die Heldinnen Wagners kennzeichnet überhaupt ein Zug von Edelhysterie, etwas Somnambules, Verzücktes und Seherisches, das ihre romantische Heroik mit eigentümlicher und bedenklicher Modernität durchsetzt.“
Einige Seiten weiter wird Thomas Mann noch drastischer: „Der Personenzettel des Parsifal – was für eine Gesellschaft im Grunde! Welche Häufung extremer und anstößiger Ausgefallenheit! Ein von eigener Hand entmannter Zauberer; ein desperates Doppelwesen aus Verderberin und büßender Magdalena mit kataplektischen Übergangszuständen zwischen den beiden Existenzformen; ein liebesiecher Oberpriester, der auf die Erlösung durch einen keuschen Knaben harrt; dieser reine Tor und Erlöserknabe selbst, so anders geartet als der aufgeweckte Erwecker Brünhildes und in seiner Art ebenfalls ein Fall von entlegener Sonderbarkeit.“

### Ernst und Heiterkeit in der Kunst am Beispiel Richard Wagners
Am Beispiel Richard Wagners beschreibt Thomas Mann das schalkhafte Naturell des Künstlers. „Neue ‚Wahrheits-Erlebnisse‘ bedeuten dem Künstler neue Spielreize und Ausdrucksmöglichkeiten, weiter nichts. Er glaubt genau soweit an sie – er nimmt sie genau soweit ernst –, als es erforderlich ist, um sie zum höchsten Ausdruck zu bringen und den tiefsten Eindruck damit zu machen. Es ist ihm folglich sehr ernst damit, zu Tränen ernst, – aber nicht ganz und also garnicht. Sein Künstlerischer Ernst ist ‚Ernst im Spiel‘ und absoluter Natur.“ „Wenn Wagner sich im Trivialen erholte, alberte und sächsische Anekdoten erzählte, so wurde Nietzsche [mit dem er einige Jahre befreundet war] rot für ihn, – und wir verstehen seine Scham über eine solche Behendigkeit im Wechsel des Niveaus.“
„Es ist ratsam einzusehen, dass der Künstler, auch der in den feierlichsten Regionen der Kunst angesiedelte, kein absolut ernster Mensch ist, dass es ihm um Wirkung, um hohe Vergnüglichkeit zu tun ist und dass Tragödie und Posse aus ein und derselben Wurzel kommen. Eine Beleuchtungsdrehung verwandelt die eine in die andere; die Posse ist ein geheimes Trauerspiel, die Tragödie – zuletzt – ein sublimer Jux.“ „Irrendes Handeln“ hatte Thomas Mann in Versuch über das Theater (1907) das Wesen der Tragödie bezeichnet.
Das beherrschende künstlerische Vorbild Thomas Manns, Richard Wagner, wird von seinem Bewunderer so charakterisiert: „Ja, er ist Hanswurst, Lichtgott und anarchistischer Sozialrevolutionär auf einmal, – das Theater kann nicht mehr verlangen.“

### Wagner als Bourgeois
Nicht zu leugnen sei, „dass Wagners Liebhaberei für bürgerliche Eleganz eine Neigung zur Ausartung zeigt“. Sie habe nichts mehr mit „Meisterwürde und Dürermütze“ zu tun, sondern ist „schlimmstes internationales neunzehntes Jahrhundert“, trage „den Charakter des Bourgeoisen. Der nicht nur altbürgerliche, sondern modern bourgeoise Einschlag in seiner menschlichen und künstlerischen [!] Persönlichkeit ist unverkennbar – der Geschmack am Üppigen, am Luxus, am Reichtum, Samt und Seide und Gründerzeitpracht, der aber tief ins Geistige und Künstlerische reicht. Am Ende sind Wagners Kunst und das Makartbukett (mit Pfauenfedern), das die gesteppten und vergoldeten Salons der Bourgeoisie schmückt, ein und derselben zeitlichen und ästhetischen Herkunft.“

### Wagners Arbeitsdisziplin
Wagners Werk lässt „so viel sinnig und witzig Gedachtes, Anspielungsvolles, verständig Gewobenes, so viele kluge Zwergenarbeit neben dem Riesen- und Götterwerk [erkennen], dass es unmöglich ist, an Trance- und Dunkelschöpfung zu glauben.“ „Es ist Solidität, bürgerliche Arbeitsakkuratesse, wie sie sich in seinen keineswegs hingewühlten, sondern höchst sorgfältig-reinlichen Partituren spiegelt, – derjenigen seines entrücktesten Werkes zumal, der Tristan-Partitur, einem Musterbild klarer, penibler Kalligraphie.“
Ein Vormittag ohne Arbeit sei ihm „so ganz unerträglich“ erschienen.

### Thomas Manns Bekenntnis zu Richard Wagner
„Die Passion für Wagners zaubervolles Werk begleitet mein Leben, seit ich seiner zuerst gewahr wurde und es mir zu erobern, es mit Erkenntnis zu durchdringen begann. Was ich ihm als Genießender und Lernender verdanke, kann ich nie vergessen.“
„Was ich beanstande, von jeher, oder besser, was mich gleichgültig ließ, war Wagners Theorie“ des Gesamtkunstwerkes. „Was sollte ich anfangen mit dieser Addition von Musik, Wort, Malerei und Gebärde?“ Man braucht in der Kunst „nicht ihre Gattungen zu summieren, um sie vollkommen zu machen.“
Zu der widerspruchsvollen Persönlichkeit Richard Wagners: „Begnügen wir uns, Wagners Werk zu verehren als ein gewaltiges und vieldeutiges Phänomen deutschen und abendländischen Lebens, von dem tiefste Reize ausgehen werden allezeit auf Kunst und Erkenntnis.“

## Reaktion und Vorwurf
Als Reaktion auf die Vorträge erschien in der Osterausgabe vom 16./17. April 1933 in den Münchner Neuesten Nachrichten ein kleiner Zweispalter mit der Überschrift Protest der Richard-Wagner-Stadt München, initiiert und verfasst vom Wagner verehrenden Direktor der Bayerischen Staatsoper, Hans Knappertsbusch, und unterzeichnet von 45 Persönlichkeiten, in einem Nachtrag noch einmal von weiteren drei Männern, überwiegend aus München, darunter den Komponisten Richard Strauss, Siegmund von Hausegger und Hans Pfitzner sowie dem berühmten Zeichner Olaf Gulbransson. Darin wird Thomas Mann in scharfen Worten vorgeworfen, er habe Richard Wagner verunglimpft. Pfitzner hatte den Text noch um einen bösen Satz entschärft. Knappertsbusch hatte allerdings weder einen der insgesamt fünf Vorträge gehört, noch den Essay je gelesen. Er kannte den Inhalt nur vom Hörensagen und aus Zeitungsausschnitten, die ihm aus den Niederlanden und vom Herausgeber der Münchner Zeitung (MZ), Wilhelm Leupold, bekannt gemacht worden waren. Leupold war Knappertsbuschs Bekannter aus dem Münchner Rotary Club, dessen Mitglied auch Thomas Mann bis zur Streichung am 4. April 1933 war. Die Streichung Manns im Rotary Club hatte gleichfalls intrigierend Leupold veranlasst. Leupold und der Chefredakteur der MZ Schiedt waren es auch, die den Text des „Protestes“ in erster Linie redigiert hatten. Knappertsbusch hatte mit den Nazis, die er stets „Proleten“ nannte, nichts im Sinn. Er wurde im Februar 1936 aus München von den Nazis entfernt.
Die Zurechtweisung Thomas Manns im nationalsozialistischen Deutschland trug wesentlich dazu bei, dass er die Warnungen seiner Kinder Erika und Klaus ernst nahm und sich zur Emigration entschloss. Er hatte diesen Schritt nicht vorbereitet. Mann und seine Frau kehrten von ihrem so geplanten Erholungsaufenthalt nach den Vorträgen in Arosa nicht mehr zurück.
In seiner Erwiderung räumte Thomas Mann ein, der vollständige Aufsatz sei ein „an Brechungen und Abtönungen des Gedankens reiches Bekenntnis“. Doch in dem Vortrag, der notwendig nur ein Teil des 52-seitigen Druckmanuskriptes sein konnte, habe er noch „auf manche psychologische Schärfe“ verzichtet, die dem festlichen Anlass hätte zuwiderlaufen können. Weiter bezweifelt Mann, dass die Unterzeichner alle den vollständigen Text gelesen hätten, womit er völlig recht hatte. Keiner der Unterzeichner kannte Rede oder Essay.
Eine öffentliche Polemik mit Pfitzner und von Hausegger schloss sich an; in der Schweiz meldete sich vehement Willi Schuh, der spätere Strauss-Biograf. Strauss nannte den „Protest“ später „die dumme Sache“, Gulbransson bat um Streichung seines Namens. Knappertsbusch selbst entschuldigte sich, auch öffentlich. Er verlor seinen Posten in München.